# Kunstacademie van München
De Kunstacademie van München (Akademie der Bildenden Künste München) is een van de oudste en belangrijkste kunstacademies in Duitsland. De instelling is gevestigd in de wijk Maxvorstadt in München, Beieren.

## Geschiedenis
De academie werd in 1808 als Königliche Akademie der Bildenden Künste opgericht door de Beierse koning Maximiliaan I. Al eerder, in 1770, had keurvorst Maximiliaan III Jozef van Beieren een 'tekenschool' opgericht, die voluit de Zeichnungs Schule respective Maler und Bildhauer academie heette. In 1824-25 werd Peter von Cornelius directeur van de academie en vanaf 1856 doceerde Carl von Piloty er. Vanaf die tijd ontwikkelde zich rond de instelling de Münchner Schule, een invloedrijke schildersschool die zich aanvankelijk vooral bezighield met historiestukken. De academie trok studenten aan uit heel Europa, bijvoorbeeld uit Polen (Józef Brandt e.a.) en uit Griekenland (Georgios Jakobides e.a.). Franz von Stuck doceerde er vanaf 1895 en had onder meer Wassily Kandinsky en Paul Klee als leerlingen. Tot 1914 zou de academie haar invloedrijke positie behouden. In het interbellum trad het verval in en onder de nazi's volgde het gedwongen vertrek van 'niet-arische' professoren. In 1944 bracht een bombardement grote schade toe aan het gebouw en de inventaris, maar de bibliotheek, die elders was ondergebracht, bleef gespaard.
In 1946 ging de Kunstacademie samen met de Academie voor Toegepaste Kunst (Akademie für angewandte Kunst).